# Amboy (Illinois)
Amboy è un comune degli Stati Uniti d'America, situato in Illinois, nella Contea di Lee.